# Sandwich (Kent)
Sandwich (pronunciat /ˈsændwᵻdʒ/) és un municipi del Regne Unit, situat al comtat de Kent, a la vora del riu Stour. Al llarg de la història ha estat un dels ports d'arribada a l'illa de la Gran Bretanya.

## Història
El nom d'aquest municipi procedeix de l'anglès antic Sandwiċæ, format per la unió de sand («arena») i wīc («assentament»); el topònim evidencia doncs que en el seu origen va ser un assentament humà en una zona geogràficament dominada per l'arena, un port comercial en l'època anglosaxona construït a prop de l'estuari del Stour.
Anteriorment hi havia a l'altra banda del riu una altra ciutat portuària més important, Stonar, que va anar perdent relleu mentre que Sandwich la superava. Entre ambdues hi va haver un fortí romà construït l'any 43dC (Richborough fort).
El rei Canut el Gran va iniciar la seva conquesta de l'illa de Gran Bretanya fent una primera parada en aquest port, i un cop establert el seu domini (1028) va donar una concessió als monjos de Canterbury per construir un rai per travessat el riu i cobrar-ne el peatge.
Per prerrogativa reial el 1155 es va crear l'associació anomenada Cinque Ports que, en anglonormand vol dir «els cinc ports» i Sandwinch en formava part. La seva obligació principal era mantenir vaixells a punt en cas de necessitat de la corona.
L'any 1192, venint de tornada de la Tercera Croada, Ricard Cor de Lleó fou empresonat per l'emperador Enric VI del Sacre Imperi Romanogermànic i quan es va pagar el rescat, Ricard va tornar al seu país entrant per Sandwich el 13 de març del 1194.
El 21 de maig del 1216, el príncep Lluís VIII de França va desembarcar a Sandwich per donar suport a la guerra dels barons contra Joan sense Terra; l'any següent en una batalla naval en aquest indret. El 1255 els vilatans de Sanwich van veure admirats desembarcar el primer elefant en aquest país, l'enviava el rei de França com a present al rei Enric III d'Anglaterra.

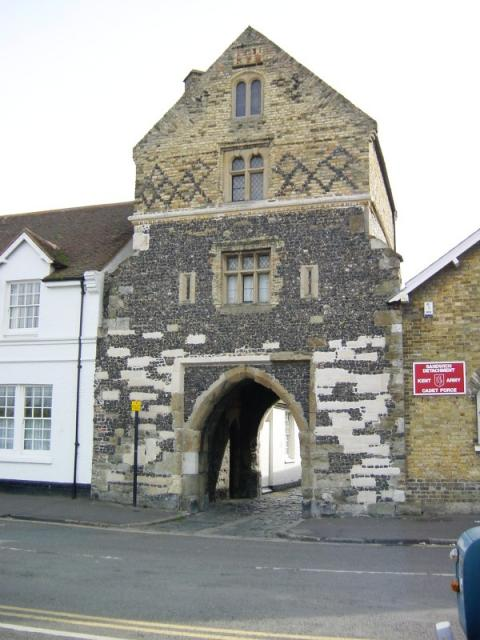
Fisher Gate

El 1384 es va construir una arcada que fa de porta d'accés al port, s'anomena Fisher Gate, encara perdura i està catalogada com a monument nacional antic.Una altra portalada, anomenada Barbican, data del segle xiv, està a l'entrada del pont i es feia servir com a refugi per als que cobraven el peatge.
El 28 d'agost del 1457, després de quatre anys de pau tensa, el rei d'Anglaterra havia perdut poder vers els senyors del país; els francesos van aprofitar per enviar un grup d'atac que va incendiar Sandwich. El grup estava format per uns 4.000 soldats que havien salpat d'Honfleur, i anaven comandats pel mariscal. L'alcalde, John Drury, va morir i des de llavors se segueix la tradició que l'alcalde de Sandwich vesteix de negre en senyal de dol.
La reina Elisabet I va donar permís, el 6 de juliol del 1561, als flamencs per establir-se a Anglaterra, es tractava principalment de refugiats religiosos hugonots; Sandwich va ser la ciutat que més flamencs va acollir, els quals van aportar prosperitat. Al segle xvi hi havia a Sandwich una comunitat d'estrangers entre els quals 2.400 eren de Flandes i 500 de Valònia. Aquests emigrants Tvan portar amb ells noves tècniques sobre el ercat de flors i van introduir el conreu de l'api, que ja era una planta molt valorada a Flandes. Se'ls va assignar una església només per a ells, la dedicada a sant Pere, el motiu de no barrejar-los amb la comunitat anglesa era la por que no contagiessin la pesta que va assotar Europa el 1564. Quan el 1661 la torre es va esfondrar, la comunitat de flamencs van pagar la reconstrucció. Els refugiats hugonots van introduir el seu estil arquitectònic, que ara forma part del paisatge de Kent, cases rurals amb teulada de palla. També van incorporar tècniques de la fabricació de teixits de seda a la indústria de Kent.
El títol de comte de Sandwich es va crear el 1660 per recompensar l'almirall sir Edward Montagu.
El 1759, el filòsof i polític Thomas Paine va establir la seva residència i oficina al número 20 del carrer New Street, la casa està actualment distingida amb una placa commemorativa i és un dels edificis protegits.
El 2014 la ciutat va ser notícia per haver-se trobat dos importants documents antics: una còpia de la Carta Magna i el Charter of the Forest.

## Economia
La companyia farmacèutica Pfizer ha establert a la rodalia de Sandwich un centre d'investigació que dona feina a unes 3.000 d'aquest municipi. Els experiments d'aquest laboratori han aixecat les queixes dels defensors dels drets dels animals i el 18 de juny del 2007 Pfizer va anunciar que traslladaria la secció d'investigació amb animals a Kalamazoo, (EUA). Aquí es van crear alguns dels fàrmacs més emprats en l'actualitat, com la Viagra, per a la disfunció erèctil, i el Maraviroc, un medicament emprat per al tractament del VIH. L'1 de febrer del 2011 Pfizer va dir que faria una remodelació en un termini de 18 o 24 mesos, fet que suposaria la pèrdua de 2.400 llocs de treball, tot i que es mantindrien 650. La Universitat de Kent està considerant si aprofitarà les instal·lacions.

## Cultura
A la ciutat se celebra anualment una fira a finals d'agost, que generalment dura vuit dies. En els darrers anys la fira ha tingut activitat diverses com ara: mercat de productes europeus, trobada de motociclistes, desfilada de vaixells il·luminats o exposició de vaixells decorats al port, danses populars, concerts (de música clàssica i de pop o rock), torneig d'escacs, exhibició de cotxes antics.

## Edificis d'interès

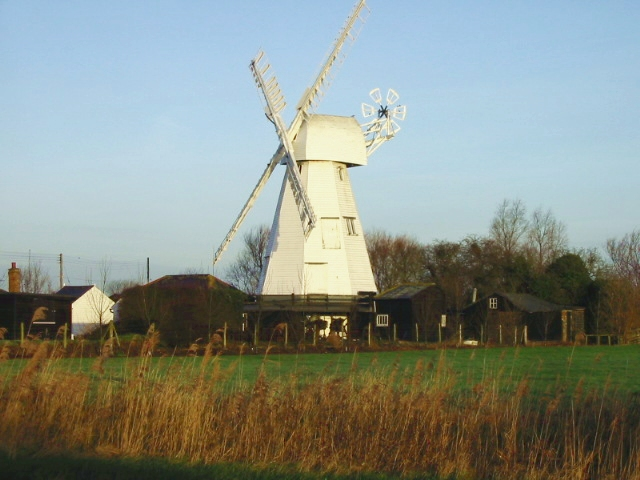
Whhite Mill

- La mansió The Salutation, dissenyada per l'arquitecte Edwin Lutyens el 1912 en estil reina Anna, amb jardins de Gertrude Jekyll.[19]
- El Ghildhall, una sala de reunions, construïda el 1579, fou remodelada el 1812 i revestida amb maons grocs, que el 1912 es van treure quan es va fer una ampliació. Té un vitrall amb la imatge de la reina Elisabet I.[20]
- La portalada Barbican, al costat del pont.
- L'església de sant Batolomew.
- L'asil sant Tomàs Becket, que data del segle xiv.
- L'església de sant Pere, que data del segle xiii però la torre es va refer al segle xvi.
- El Admiral Owen, una taverna del segle xv.[21]
- El molí de vent White Mill, l'únic que es conserva dels vuit que van haver a Sandwich; data del 1760 i va estar en funcionament fins al 1929, actualment és un museu.

## Entorn Natural
A Sandwich s'ha establert una reserva natural de 69 acres (28 ha) amb el nom Monk's Wall que protegeix l'entorn natural de l'estuari del riu Stour, on fan estada molts ocells migratoris. El 1953 la marea va cobrir tota aquesta àrea i, després de drenar i assecar, es va crear una protecció per les terres de conreu properes, en la reconversió es van haver d'afegir fertilitzants.
Hi ha a més un altre espai natural protegit, el Gazen Salts, de 15 acres (6,1 ha).

## Agermanaments
Sandwich té relacions d'agermanament amb:
- Honfleur (França)
- Ronse (Bèlgica)
- Sonsbeckj (Alemanya)

## Administració
Una mica separat del nucli urbà hi ha un petit suburbi que anomenen "el Ham" (abreviació de hamlet «llogaret»).
Sandwich pertany administrativament al districte no metropolità de Dover, que controla: els permisos d'edificació i el disseny urbanístic, medi ambient, mercats, reciclatge, cementiris i turisme. També pertany a l'administració del comtat de Kent, que te competències en:educació, serveis socials, transports, policia i bombers.
Des del 2010, forma part del  South Thanet constituency, que aporta un membre a la Cambra dels Comuns del Parlament.